# 129 (tal)
129 är det naturliga talet som följer 128 och som följs av 130.

## Inom matematiken
- 129 är ett udda tal.
- 129 är ett Prothtal
- 129 är ett semiprimtal
- 129 är ett centrerat oktaedertal
- 129 är summan av de tio första primtalen

## Inom vetenskapen
- 129 Antigone, en asteroid